# Horst-Klaus Hofmann
Horst-Klaus Hofmann (* 20. November 1928 in Nidda; † 31. Mai 2021 in Bensheim) gründete 1968 zusammen mit seiner 2003 verstorbenen Frau Irmela Hofmann geb. Eberlein (1924–2003) die Offensive Junger Christen e. V. Nach der Übergabe der Leitung an Dominik Klenk lebte er zuletzt in Bensheim-Auerbach im tätigen Ruhestand.

## Leben
Horst-Klaus Hofmann ist das jüngste von vier Kindern des Tierarztes August Hofmann und dessen Ehefrau Thea (geb. Schauberger).
Horst-Klaus Hofmann war 1945 im Reichsarbeitsdienst, danach Soldat als Kriegsfreiwilliger und erst in amerikanischer, dann in sowjetischer Kriegsgefangenschaft. Noch im selben Jahr wurde er wieder freigelassen. Nach diversen Sanatoriumsaufenthalten wurde er 1948 württembergischer Delegierter des deutschen CVJM-Jungmännerforums und dort ins Präsidium gewählt. Ab 1950 war er vollzeitig im CVJM-Dienst, erst in Gießen, nach einem Studium an der CVJM-Sekretärsschule in Kassel von 1953 bis 1960 CVJM-Sekretär in Mannheim. In dieser Zeit studierte er begleitend Jugend- und Tiefenpsychologie, Gruppenpädagogik, Praktische Theologie, Kulturgeschichte und den Marxismus.
Von 1960 bis 1968 war er Generalsekretär des CVJM-Westbundes in Mannheim. In dieser Zeit machte er auch eine Ausbildung in Eheberatung.
Er war 1964 Gründungsmitglied der Aktion Sorge um Deutschland e. V. und 1966–1970 Mitglied der sexualethischen Kommission der EKD.
1968 veranstaltete er acht Schüler- und Studentenkonferenzen mit je bis zu 160 Teilnehmern unter dem Motto: „Alle reden von Revolution – wir auch“. Ausgehend von diesen Veranstaltungen und Vorträgen, begann das Ehepaar Hofmann junge Menschen in ihrer Familie  in Mannheim mitwohnen zu lassen. Das führte zur Gründung der Großfamilie der Offensive Junger Christen (OJC) in Bensheim, deren langjährige Leiter er und seine Frau waren. Dort beeinflusste er viele der Mitbewohner und Gäste durch unzähligen Vorträge und Veröffentlichungen. Später war er Vorsitzender der Paul-Schütz-Gesellschaft.

## Leistungen
Seine Hauptleistung war im Jahre 1968 die Gründung der OJC. Des Weiteren betätigte er sich in der Aufarbeitung der deutschen Judenverfolgung. Unterstützt von Hofmann und dem evangelischen Pfarrer Wolfgang Breithaupt aus Weitenhagen startete Ilan Brunner im Jahr 2002 das Disraelis-Projekt, das zur Verständigung und Freundschaft unter Israelis und Christen gegründet wurde.
In Erinnerung an die jüdische Familie Eckstein und das NS-Pogrom von 1938, das er als Neunjähriger in Nidda miterlebte, wurden in seiner Heimatstadt 2014 die ersten fünf Stolpersteine verlegt.

## Ehrungen
Für seinen Einsatz in der Jugendarbeit in Deutschland und den Beitrag zur internationalen Völkerverständigung wurde Horst-Klaus Hofmann vom Bundespräsidenten Richard von Weizsäcker im Jahr 1990 das Bundesverdienstkreuz am Bande verliehen.

## Werke
- Horst-Klaus Hofmann: Rückreise nach Auschwitz. Ein Tagebuch wider das Vergessen. Freimund, Neuendettelsau 2005, ISBN 3-86-540014-0
- Horst-Klaus Hofmann: Südafrika. Widerstand und Vergebung. R. Brockhaus, Haan 1987, ISBN 3-41-720414-3
- Gatsha Buthelezi, Horst-Klaus Hofmann (Herausgeber): Für Freiheit und Versöhnung. Gütersloher Verlagshaus, Gütersloh 1985, ISBN 3-57-901056-5
- Horst-Klaus Hofmann, Irmela  Hofmann (Hrsg.): Anstiftungen. Chronik aus 20 Jahren OJC. Ereignisse und Erfahrungen zwischen 1968 und 1988. Brendow, Moers 1988, ISBN 3-87067-337-0
- Horst-Klaus Hofmann: Nachschrift. In: Gerhard Besier, Armin Boyens, Gerhard Lindemann: Nationaler Protestantismus und Ökumenische Bewegung. Kirchliches Handeln im Kalten Krieg (1945–1990). Duncker & Humblot, Berlin 1999, ISBN 3-428-10032-8
- Horst-Klaus Hofmann (Hrsg.): Die Sprache der Rose. Friso Melzer. Brunnen, Gießen 1992
- Horst-Klaus Hofmann, Maria Kaißling (Hrsg.): Baustellen der Hoffnung. Architektur – Spiritualität – Pädagogik in der Offensive Das Beispiel, Darmstadt 1990, ISBN 3-923974-02-7 (eine Veröffentlichung des Deutschen Instituts für Jugend und Gesellschaft)
- Horst-Klaus Hofmann (Hrsg. und Einführung): Leben mit dem Gott, der redet. Brunnen, Gießen 1998, ISBN 3-7655-9441-5 (Bockmühl-Werk-Ausgabe 1/6)
- Horst-Klaus Hofmann, Ulrich Parzany, Christel R. Vonholdt, Roland Werner: Die andere Seite. Homosexualität und christliche Seelsorge. Christen in der Offensive, Reichelsheim 1995
- Horst-Klaus Hofmann: Die 68er. 20 Jahre nach der Studentenrevolte. Idea, Wetzlar 1988

## Zitate
- „Aus Stille kommt Klarheit, Mut aus der Geschichte und Zukunft aus der Hoffnung“